# Jammerbugt (municipio)
El municipio de Jammerbugt es un municipio (kommune) de Dinamarca, que pertenece a la región de Jutlandia Septentrional, y su capital y mayor ciudad es Aabybro. 
El municipio fue creado el 1 de enero de 2007 como parte de una reforma municipal que se realizó en todo el país. Para su formación se fusionaron los antiguos municipios de Aabybro, Brovst, Fjerritslev y Pandrup.
Se localiza al norte de la península de Jutlandia, en la isla de Vendsyssel-Thy. Colinda al oeste con Thisted, al norte con el Skagerrak, al este con Hjørring, Brønderslev y Aalborg, y al sur con el Limfjord y Vesthimmerland. Su costa en el Skagerrak forma parte de la bahía conocida como Jammerbugt (bahía de las desgracias), de donde proviene su nombre.

## Localidades
En Jammerbugt hay 24 localidades urbanas (byer), que en Dinamarca son todas aquellas localidades con más de 200 habitantes. En 2012, 9.998 personas viven en zonas rurales, es decir, en localidades con una población menor a 200 habitantes.
| Localidades más pobladas de Jammerbugt |             |                  |
| N.º                                    | Localidad   | Población (2012) |
| 1                                      | Aabybro     | 5.435            |
| 2                                      | Fjerritslev | 3.402            |
| 3                                      | Pandrup     | 2.815            |
| 4                                      | Brovst      | 2.804            |
| 5                                      | Kås         | 2.638            |
| 6                                      | Biersted    | 1.716            |
| 7                                      | Nørhalne    | 1.257            |
| 8                                      | Gjøl        | 938              |
| 9                                      | Skovsgård   | 872              |
| 10                                     | Birkelse    | 716              |